# 羽鳥徳太郎
羽鳥 徳太郎（はとり とくたろう、1922年 - 2015年12月6日） は、日本の地震学者。歴史地震により生じた津波に関し多くの研究がある。

## 主要著書
- 『歴史津波―その挙動を探る』 出版：海洋出版 (1977/05) ASIN B000J8X406

## 主要論文
- 「明応7年・慶長9年の房総および東海南海道大津波の波源」 東京大学地震研究所彙報. 第50冊第2号, 1976.1.30, pp. 171-185, hdl:2261/12593
- 「元禄・大正関東地震津波の各地の石碑・言い伝え」 東京大学地震研究所彙報. 第50冊第4号, 1976.3.31, pp.385-395, hdl:2261/12603
- 「三陸沖歴史津波の規模と推定波源域」 東京大学地震研究所彙報. 第50冊第4号, 1976.3.31, pp.397-414, hdl:2261/12604
- 「南房総における元禄16年(1703年)津波の供養碑 : 元禄津波の推定波高と大正地震津波との比較」 東京大学地震研究所彙報. 第51冊第2号, 1976.12.10, pp.63-81, hdl:2261/12610
- 「1983年日本海中部地震津波の規模および波源域」 東京大学地震研究所彙報. 第58冊第3号, 1984.1.14, pp.723-734, hdl:2261/12897
- 「1984年6月13日鳥島近海地震による特異な津波」 東京大学地震研究所彙報. 第60冊第1号, 1985.9.5, pp.87-95, hdl:2261/12933
- 「日本海津波における大陸からの反射波」 東京大学地震研究所彙報. 第61冊第2号, 1986.12.10, pp.329-338, hdl:2261/12969
- 「日本沿岸における遠地津波のエネルギー分布」 地震 第2輯 Vol.42 (1989) No.4 P.467-473, doi:10.4294/zisin1948.42.4_467
- 「寛政5年(1793年)宮城沖地震における震度・津波分布」東京大学地震研究所彙報. 第62冊第3号, 1988.1.29, pp.297-309, hdl:2261/12992
- 「北海道およびサハリンのオホーツク海沿岸における南千島津波の挙動」 地震 第2輯 Vol.43 (1990) No.4 P.493-498, doi:10.4294/zisin1948.43.4_493
- 「伊豆諸島周辺における津波の規模 1990年2月20日大島近海津波・1990年9月24日東海道はるか沖津波」 地震 第2輯 Vol.44 (1991) No.4 P.297-303, doi:10.4294/zisin1948.44.4_297
- 「日本海沿岸における津波のエネルギー分布」 地震 第2輯 1995年 48巻 2号 p.229-233, doi:10.4294/zisin1948.48.2_229
- 「能登半島における津波の屈折効果」 地震 第2輯 1999年 52巻 1号 p.43-50, doi:10.4294/zisin1948.52.1_43
- 「東南アジア, 南西太平洋域津波による日本沿岸の波高分布」 地震 第2輯 2002年 55巻 1号 p.51-57, doi:10.4294/zisin1948.55.1_51
- 「東京湾・浦賀水道沿岸の元禄関東（1703）、安政東海(1854)津波とその他の津波の遡上状況」 歴史地震 (21), 37-45, 2006 (PDF)
- 「四国西部・九州東部沿岸における宝永(1707),安政(1854),昭和(1946)南海津波の波高増幅度」 歴史地震 (26), 25-31, 2011 (PDF)
- 「2011年東北地方太平洋沖地震津波の規模」 Tsunami engineering technical report 29, 1-6, 2012-03-30, NAID 110009794863
- 「日本海の歴史津波 (特集 津波研究)」月刊地球 35(4), 180-190, 2013-04, NAID 40019714595
- 「2011年東日本巨大地震前後の三陸沖津波」 Tsunami engineering technical report 31, 325-328, 2014-03-30, NAID 110009815877
- 「新潟・山形県沿岸・佐渡における津波の波高増幅度」 Tsunami engineering technical report 32, 13-16, 2015-09-30, NAID 110009978931

共著・分担執筆
- 高橋龍太郎、羽鳥徳太郎、「1961年2月27日日向灘地震に伴なつた津波について」 東京大学地震研究所彙報. 第39冊第3号, 1961.12.15, pp.561-577, hdl:2261/12021
- 高橋龍太郎、羽鳥徳太郎、「楕円浪源からの津波発生実験」 東京大学地震研究所彙報. 第40冊第4号, 1963.3.10, pp.873-883, hdl:2261/12088
- 相田勇、梶浦欣二郎、羽鳥徳太郎、桃井高夫、「1964年6月16日新潟地震にともなう津波の調査」 東京大学地震研究所彙報. 第42冊第4号, 1965.3.15, pp.741-780, hdl:2261/12181
- 羽鳥徳太郎、小山盛雄、「日本各地における津波の到達時間と津波伝播図」 東京大学地震研究所彙報. 第49冊第1/3号, 1971.9.30, pp.127-142, hdl:2261/12583
- 羽鳥徳太郎、相田勇、岩崎伸一、日比谷紀之、「尾鷲市街に遡上した津波の調査 : 1944年東南海・1960年チリおよび1854年安政津波」 東京大学地震研究所彙報. 第56冊第1号, 1981.8.31, pp.245-263, hdl:2261/12805